# NewJeans
NewJeans (en hangul, 뉴진스; romanización revisada, nyujinseu), también conocido como NJZ, es un grupo femenino surcoreano formado en 2022 por ADOR, agencia subsidiaria de HYBE Corporation. El grupo está conformado por cinco miembros: Minji, Hanni, Danielle, Haerin y Hyein.
NewJeans son conocidas por su imagen de «chica de al lado» y por sus canciones de pop y R&B inspiradas en los años 1990 y 2000, con influencias de varios estilos de música dance y club, y utilizando los conceptos "Cute", "Aesthetic" y "Y2K".                                                                                           
NewJeans debutó el 22 de julio de 2022 con el sencillo «Attention», su primer sencillo número uno en la lista Circle Digital Chart de Corea del Sur. Poco después le siguieron otros dos sencillos, «Hype Boy» y «Cookie». Todos los sencillos se incluyeron en su EP debut homónimo New Jeans, publicado en agosto de 2022. En enero de 2023, publicaron su primer álbum, OMG, con gran éxito comercial. Fue acompañado de dos sencillos, «Ditto» y «OMG». «Ditto» tuvo una gran popularidad, convirtiéndose en la canción que más tiempo ha permanecido en el puesto número uno de la lista Circle Digital Chart y en la primera canción del grupo en entrar tanto en la lista Billboard Hot 100 como en la UK Singles Chart.                                                                                          
Su segundo EP Get Up, alcanzó el puesto número uno en Billboard 200 y vendió más de un millón de copias en Corea del Sur. Su sencillo principal, «Super Shy», se convirtió en el sencillo más vendido del grupo en Billboard Global 200, en Billboard Hot 100 y en UK Singles Chart. NewJeans ha recibido premios como artista novato y fueron incluidas en varios listados tales como Next Generation Leaders de la revista Time y Forbes Korea Power Celebrity 40. IFPI nombró a NewJeans como el octavo artista con mejores ventas a nivel mundial en 2023. Además de la música, NewJeans ha incursionado en el ámbito publicitario, llegando a ser rostros y embajadoras para varias marcas, incluyendo Musinsa, Levi's, Coca-Cola, LG Electronics, Apple Inc., y McDonald's Korea.                                                                                          
En 2024, estalló un conflicto legal asociado con las acciones de gestión y el control del grupo, en el que involucraron la ex CEO de ADOR, Min Hee-jin, y las miembros de NewJeans oponiéndose a los altos ejecutivos de Hybe y ADOR. El 27 de noviembre de 2024, las cinco miembros del grupo terminaron su contrato de exclusividad con Hybe Corporation tras una serie de presuntas violaciones, por lo que dejaron el nombre NewJeans, marcando así el final de todas las actividades bajo dicho nombre y posteriormente, abrieron nuevas cuentas de redes sociales. ADOR rechazó las supestas infracciones del contrato, afirmando que el contrato sigue en vigor, y presentó una petición ante los tribunales con el propósito de confirmar su validez. El 7 de febrero de 2025, las miembros anunciaron su nuevo nombre grupal que será NJZ (엔제이지 (EnjeijiRR)), marcando así la nueva era del grupo surcoreano previamente conocido como NewJeans.  Posteriormente, el 23 de marzo del 2025, el Tribunal de Seúl falló a favor de Ador, afirmando que no hubo ningún incumplimiento de contrato y que New Jeans no presentaron pruebas suficientes para terminar su contrato exclusivo, prohibiendoles seguir promocionando como artistas independientes. Debido a esto, el grupo actualmente, aunque no se ha disuelto oficialmente, se encuentra en un estado de hiatus indefinido.

## Nombre
El nombre del grupo, NewJeans, tiene un doble sentido. Por un lado refleja el objetivo del grupo en convertirse en íconos de la generación actual, al igual que los jeans que nunca pasan de moda y se usan de manera diaria. Por otro lado nos encontramos con el significado de «Nuevos genes», que dicha pronunciación en inglés se asemeja a la pronunciación del nombre del grupo (New Genes), refiriéndose al grupo que marca el comienzo de una nueva generación de música pop.

## Historia

### Predebut
El 1 de julio de 2019, la compañía discográfica surcoreana Hybe Corporation, anunció que Min Hee-jin se uniría a la compañía como su nueva Jefe de Marca, siendo una de sus tareas la de liderar un proyecto de grupo femenino entre Big Hit y la compañía Source Music.
El 4 de septiembre del mismo año, se anunció la realización de las Plus Global Auditions, a realizarse en 16 ciudades, finalizando en octubre de 2019. A fines de ese año, se completó el casting y el entrenamiento comenzó a principios de 2020. En septiembre de 2021, la gestión del grupo en formación fue transferido a la agencia subsidiaria de Hybe, ADOR.
Dos meses más tarde, HYBE anunció oficialmente el lanzamiento de este nuevo sello independiente, ADOR. El sello planeaba lanzar un nuevo grupo femenino durante el año 2022, para ser producido por la nueva CEO de ADOR, Min Hee-jin. Este mismo reveló el 3 de marzo de 2022 que el debut de este nuevo grupo sería durante en el tercer trimestre del año.
Antes de debutar con NewJeans, varias miembros del grupo ya habían estado presentes en la industria del entretenimiento. Danielle apareció en los programas de variedades Rainbow Kindergarten de tvN, en el año 2011, y Shinhwa Broadcast de JTBC, en 2012. Hyein debutó como miembro del grupo de música infantil U.SSO Girl en noviembre de 2017 bajo el nombre artístico de U.Jeong, un año después salió del grupo. En diciembre de 2020, Hyein se unió al grupo de música y al colectivo de YouTube Play With Me Club formado por PocketTV, y se graduó del grupo el 3 de mayo de 2021. Hanni y Minji aparecieron en el video musical de BTS «Permission to Dance» en 2021.

### 2022-2024: Debut con «Attention», primer y segundo EP
El 1 de julio de 2022 se lanzaron los primeros vídeos de adelanto y también se anunció que el grupo lanzaría su primer contenido el día 22 de julio. En dicha fecha, el grupo lanzó sorpresivamente el vídeo musical de su canción «Attention» y la calendarización de su primer lanzamiento, el EP New Jeans, para ser distribuido de manera digital el 1 de agosto y físicamente el 8 de agosto. El movimiento fue descrito por parte de Billboard como «arriesgado, pero en última instancia, vigorizante», atribuyendo su éxito a «un énfasis en la música antes que cualquier otra cosa». Ese mismo día se lanzó el adelanto de su segundo sencillo «Hype Boy», en el cual se veían los nombres de las integrantes. El 23 de julio, un día después del adelanto, se lanzó oficialmente el segundo sencillo del grupo, «Hype Boy», acompañado de cuatro videos musicales de la canción, cada uno narra las diferentes perspectivas de las miembros. El sencillo se convirtió en la canción de mayor duración en el Billboard Global 200 por un acto femenino de K-pop logrando mantenerse durante 32 semanas. Dos días después se lanzó un video musical de «Hurt». Los pedidos anticipados del EP superaron las 444,000 copias en tres días.
El 1 de agosto, NewJeans lanzó digitalmente su EP debut junto con su tercer sencillo, «Cookie». Dicha canción fue criticada por, supuestamente, contener en la letra insinuaciones sexuales. ADOR negó la acusación y afirmó que la letra se refiere a "la idea combinada de grabar CD y hornear galletas, que comparten el mismo verbo conceptual en coreano". La versión física del EP se lanzó el 8 de agosto y vendió más de un millón de copias, convirtiéndose en el álbum debut más vendido de un grupo femenino de K-Pop en Corea del Sur y el único álbum debut en lograrlo desde el establecimiento de Circle Chart en 2011. Más tarde, el grupo ganó el premio al Mejor Álbum de K-Pop en los Korean Music Awards. El grupo hizo su debut televisivo en el programa M Countdown del canal Mnet el 4 de agosto, interpretando sus tres sencillos. Obtuvieron múltiples reconocimientos en diversas premiaciones musicales de fin de año, como los Golden Disk Awards, Seoul Music Awards, Melon Music Awards y los Asia Artist Awards.
Desde su debut, el grupo fue distribuido en EEUU por el sello discográfico Geffen Records, donde también operan grupos de su misma compañía como BTS, Seventeen y Le Sserafim.
NewJeans lanzó «Ditto» el 19 de diciembre de 2022, como el primer sencillo de su primer álbum sencillo, OMG. «Ditto» se convirtió en la canción número uno de mayor duración en el Circle Digital Chart de Corea del Sur, encabezando la lista durante trece semanas. También significó la primera entrada del grupo tanto en el Billboard Hot 100, alcanzando el puesto 82 (siendo el quinto grupo coreano en ingresar a la lista después de Wonder Girls, BTS, Blackpink y Twice) y en el UK Singles Chart, ubicándose en el puesto 95. OMG fue lanzado el 2 de enero de 2023, los críticos elogiaron el álbum por su estilo retro. Debutó en el número uno en el Circle Album Chart, vendiendo 700.000 copias en su primera semana de lanzamiento. Se convirtió en su primer álbum en vender más de un millón de copias, poco antes de que New Jeans también alcanzara el millón de copias vendidas. OMG estuvo acompañado de un segundo sencillo del mismo nombre, que se volvió viral en TikTok. «OMG» alcanzó el puesto 74 en el Billboard Hot 100, convirtiéndose en su canción mejor clasificada en la lista.
En febrero de 2023, el grupo fue invitado a actuar en el festival 36th Tokyo Girls Collection. En abril de 2023, NewJeans lanzó «Zero» en colaboración con Coca-Cola para promocionar Coca-Cola Zero. En mayo de 2023, lanzaron un segundo sencillo, «Be Who You Are (Real Magic)», en colaboración con Coca-Cola junto a Jon Batiste, J.I.D y Camilo. NewJeans llevó a cabo su primera reunión de fans con entradas agotadas , titulada Bunnies Camp, en el SK Olympic Handball Gymnasium del 1 al 2 de julio de 2023. El 18 de junio de 2023, ADOR anunció que el grupo lanzará su segundo EP titulado Get Up, el 21 de julio. El proyecto contará con el apoyo de tres sencillos: «Super Shy», «ETA» y «Cool with You», el primero lanzamiento fue programado para el 7 de julio junto con la canción secundaria «New Jeans», una colaboración con The Powerpuff Girls de Warner Bros. Discovery. Cada canción del proyecto cuenta con un video musical propio. El grupo también se presentó en el Lollapalooza y en el Summer Sonic Festival en agosto de 2022.

## Arte
La discografía de NewJeans se compone principalmente de melodías midtempo de pop y R&B que recuerdan a la música de los 90's; los críticos también han destacado elementos hip hop, UK garage, Baltimore club, Jersey club y moombahton en su música. Laura Snapes de The Guardian describió sus canciones como "elegantes y letalmente enganchantes, pero divertidas y repletas de sintetizadores retro y florituras experimentales". Rhian Daly de NME comentó que es "difícil no escuchar elementos" de grupos femeninos de K-pop de los 90 como S.E.S y Baby VOX en su discografía. El crítico musical Kim Do-heon atribuyó el éxito de NewJeans en parte a su sonido "despreocupado, relajado y natural", mientras que Tamar Herman escribió en Vogue que su música "cambió inmediatamente la cara de la escena de los ídolos pop de Corea del Sur".
La música de NewJeans fue producida principalmente por los cantantes surcoreanos 250 y Park Jin-su (también conocido como FRNK), mientras que los miembros a menudo participan en la composición de canciones. Min Hee-jin, como productora ejecutiva, selecciona todas las canciones de NewJeans y es responsable del proceso de grabación. Con respecto al EP debut del grupo, Min dijo que "quería romper la fórmula tácita del K-pop y hacer un álbum con la música que quiero". A Min no le gustaban las "partes agudas, los raps incómodos que aparecen de repente y los métodos de canto que se sienten uniformes" y eligió grabar sin voces guía, lo que permitió a los miembros desarrollar sus propios estilos de canto. Entre los miembros, Danielle, Hanni y Minji han sido acreditados por escribir la letra de «Attention», «OMG» y «Hype Boy», y «Ditto», respectivamente.

## Imagen pública
NewJeans ha sido llamado un "mega blue chip" en la industria de la publicidad, ganando un total estimado de ₩ 10 mil millones en abril de 2023 según Sports Chosun. El grupo representa la tienda de moda Musinsa (무신사), la marca de anteojos Carin, la marca de lentes de contacto Olens, la marca de joyería Stonehenge, y Levi's. Se han desempeñado como embajadoras mundiales de Coca-Cola Zero y para la computadora portátil Gram de LG Electronics. Todas las miembros se convirtieron en embajadoras de diferentes marcas de moda y belleza: Hanni para Gucci y Armani Beauty, Hyein para Louis Vuitton, Danielle para Burberry y YSL Beauty, Minji para Chanel Korea, y Haerin para Dior. En febrero de 2023, NewJeans se convirtió en embajadora de relaciones públicas de la ciudad de Seúl. Fueron designadas embajadoras honorarias de la Semana de la Moda de Seúl de 2023, promoviendo marcas locales como Ulkin, Kanghyuk y Kusikhoc.
NewJeans ha modelado para la campaña "0 (영, Young)" de SK Telecom, promocionando el iPhone 14 Pro, para la campaña "New Sol" de Shinhan Bank, respaldando la aplicación móvil del banco Sol, en los anuncios de Megastudy (메가스터디) para su 2024 0 Won Mega Pass, en la sesión fotográfica de 5252 by OiOi para su chaqueta de plumas característica, para anuncios de McDonald's Korea para sus hamburguesas de pollo, y campañas de Nike "Feel Your All", mostrando los leggings de la marca, y "Maxxed Out", en conmemoración del Air Max Day. NewJeans también colaboró con Pinkfong para promocionar su canción «Ninimo» y con Korea Craft and Design Foundation, una filial del Ministerio de Cultura, Deportes y Turismo, para promocionar el hanji.
En colaboración con Musinsa y LG Electronics, el grupo lanzó una edición limitada de la computadora portátil Gram con dispositivos inspirados en el concepto de NewJeans. Los clientes que habían hecho una reserva para la tienda emergente de LG Electronics, que se inauguró en Seúl en enero de 2023 para promocionar el producto, tenían disponibles accesoriois a juego con la computadora portátil.

## Filantropía
En diciembre de 2022, se anunció que NewJeans y ADOR donarían cada año parte de las ganancias de las ventas de álbumes del grupo a la organización benéfica The Snail of Love para financiar la cirugía de implante coclear y el tratamiento de terapia del habla para personas con problemas de audición. En febrero de 2023, NewJeans y ADOR donaron 200 millones de wones coreanos al Programa Mundial de Alimentos para ayudar a las víctimas del terremoto de Turquía-Siria de 2023.

## Impacto

### Moda
NewJeans se estableció rápidamente en la industria de la moda gracias a su imagen de chica de al lado y su atractivo internacional. The Business of Fashion dijo que "se convirtieron en un favorito de la moda de la noche a la mañana", mientras que Vogue las llamó una "adición emocionante y bienvenida" a la Semana de la Moda de Seúl 2023. El grupo ayudó a popularizar los sombreros de conejo después de que se les viera usándolos en el video musical de "OMG". La diseñadora Yoon Ahn nombró a NewJeans entre los influencers de la colección ready-to-wear de otoño de 2023 de su marca Ambush. Tras asociarse con NewJeans en 2022, Musinsa informó que las ventas en la categoría de moda femenina se duplicaron en comparación con el año anterior.

## Miembros
- Minji (민지)
- Hanni (하니)
- Danielle (다니엘)
- Haerin (해린)
- Hyein (혜인)

## Discografía

### EPs
| Año                                                                                    | Álbum | Posicionamiento en listas | Posicionamiento en listas | Posicionamiento en listas | Posicionamiento en listas | Posicionamiento en listas | Certificaciones    | Ventas           |
| Año                                                                                    | Álbum | COR                       | EUA                       | EUA                       | JPN                       | JPN                       | Certificaciones    | Ventas           |
| Año                                                                                    | Álbum | COR                       | Billb. 200                | World                     | Hot                       | Oricon                    | Certificaciones    | Ventas           |
| -------------------------------------------------------------------------------------- | --- | ------------------------- | ------------------------- | ------------------------- | ------------------------- | ------------------------- | ------------------ | ---------------- |
| 2022                                                                                   | New Jeans - Lanzamiento: 1 de agosto de 2022 - Discográfica: ADOR, YG Plus - Formatos: CD, descarga digital y streaming | 1                         | —                         | 6                         | 22                        | 12                        | - KMCA: 3× Platino | - COR: 1 146 647 |
| 2023                                                                                   | Get Up - Lanzamiento: 21 de julio de 2023 - Discográfica: ADOR, YG Plus - Formatos: CD, descarga digital y streaming    | 3                         | 1                         | 1                         | 4                         | 9                         |                    |                  |
| «—» indica que el álbum no alcanzó posición alguna o no fue lanzado en ese territorio. | |                           |                           |                           |                           |                           |                    |                  |

### Álbumes sencillos
| 2023                                                                                   | OMG - Lanzamiento: 2 de enero de 2023 - Discográfica: ADOR, YG Plus - Formatos: CD, descarga digital y streaming       | 1 | — | 2 | - KMCA: 3× Platino | - COR: 1 306 474               |
| 2024                                                                                   | How Sweet - Lanzamiento: 24 de mayo de 2024 - Discográfica: ADOR, YG Plus - Formatos: CD, descarga digital y streaming | 1 | — | 1 |                    | - COR: 1 085 355 - JPN: 38 675 |
| Japonés                                                                                | |   |   |   |                    |                                |
| 2024                                                                                   | Supernatural - Lanzamiento: 21 de junio de 2024 - Discográfica: ADOR - Formatos: CD, descarga digital y streaming      | — | — | — |                    |                                |
| «—» indica que el álbum no alcanzó posición alguna o no fue lanzado en ese territorio. | |   |   |   |                    |                                |

### Álbumes remixes
| 2023                                                                                   | NJWMX - Lanzamiento: 19 de diciembre de 2023 - Discográfica: ADOR, YG Plus - Formatos: CD, descarga digital y streaming | — | 62 | 14 |  |  |
| «—» indica que el álbum no alcanzó posición alguna o no fue lanzado en ese territorio. | |   |    |    |  |  |

### Sencillos
| Título                                                                             | Año     | Posición más alta | Posición más alta | Posición más alta | Posición más alta | Posición más alta | Posición más alta | Posición más alta | Posición más alta | Posición más alta | Certificaciones | Álbum        |
| Título                                                                             | Año     | AUS               | CAN               | COR               | COR               | EUA               | EUA               | JPN               | NZ                | RU                | Certificaciones | Álbum        |
| Título                                                                             | Año     | AUS               | CAN               | Circle            | Songs             | Hot 100           | World             | JPN               | NZ                | RU                | Certificaciones | Álbum        |
| Coreano                                                                            | Coreano | Coreano           | Coreano           | Coreano           | Coreano           | Coreano           | Coreano           | Coreano           | Coreano           | Coreano           | Coreano         | Coreano      |
| ---------------------------------------------------------------------------------- | ------- | ----------------- | ----------------- | ----------------- | ----------------- | ----------------- | ----------------- | ----------------- | ----------------- | ----------------- | --------------- | ------------ |
| «Attention»                                                                        | 2022    | —                 | —                 | 1                 | 1                 | —                 | —                 | —                 | —                 | —                 |                 | New Jeans    |
| «Hype Boy»                                                                         | 2022    | —                 | 95                | 2                 | 1                 | —                 | —                 | 41                | —                 | —                 | - KMCA: Platino | New Jeans    |
| «Cookie»                                                                           | 2022    | —                 | —                 | 9                 | 6                 | —                 | —                 | —                 | —                 | —                 |                 | New Jeans    |
| «Ditto»                                                                            | 2023    | 54                | 43                | 1                 | 1                 | 82                | 4                 | 9                 | —                 | 95                | - RIAJ: Platino | OMG          |
| «OMG»                                                                              | 2023    | 43                | 35                | 2                 | 1                 | 74                | 3                 | 7                 | 31                | —                 | - RIAJ: Oro     | OMG          |
| «New Jeans»                                                                        | 2023    | —                 | —                 | —                 | —                 | —                 | —                 | —                 | —                 | —                 |                 | Get Up       |
| «Super Shy»                                                                        | 2023    | —                 | —                 | —                 | —                 | —                 | —                 | 60                | —                 | —                 |                 | Get Up       |
| «Cool With You»                                                                    | 2023    | —                 | —                 | —                 | —                 | —                 | —                 | —                 | —                 | —                 |                 | Get Up       |
| «ETA»                                                                              | 2023    | —                 | —                 | —                 | —                 | —                 | —                 | —                 | —                 | —                 |                 | Get Up       |
| «How Sweet»                                                                        | 2024    | —                 | —                 | —                 | —                 | —                 | —                 | —                 | —                 | —                 |                 | How Sweet    |
| Japonés                                                                            |         |                   |                   |                   |                   |                   |                   |                   |                   |                   |                 |              |
| «Supernatural»                                                                     | 2024    | —                 | —                 | —                 | —                 | —                 | —                 | —                 | —                 | —                 |                 | Supernatural |
| «—» indica que el sencillo no alcanzó posición alguna o no fue lanzado en el país. |         |                   |                   |                   |                   |                   |                   |                   |                   |                   |                 |              |

## Videografía
| Año  | Título             | Álbum        | Director(es) | Ref.    |
| ---- | ------------------ | ------------ | ------------ | ------- |
| 2022 | «Attention»        | New Jeans    | Heewon Shin  | [ 110 ] |
| 2022 | «Hype Boy»         | New Jeans    | Dongle Shin  | [ 111 ] |
| 2022 | «Hurt»             | New Jeans    | Heewon Shin  | [ 112 ] |
| 2022 | «Cookie»           | New Jeans    | Dongle Shin  | [ 113 ] |
| 2022 | «Ditto»            | OMG          | Wooseok Shin | [ 114 ] |
| 2022 | «Hurt (250 Remix)» | s/a          | Heewon Shin  | [ 115 ] |
| 2023 | «OMG»              | OMG          | Wooseok Shin | [ 116 ] |
| 2023 | «Zero»             | s/a          | Sunghwi      | [ 117 ] |
| 2023 | «New Jeans»        | Get Up       | Youngeum Lee | [ 118 ] |
| 2023 | «Super Shy»        | Get Up       | Heewon Shin  | [ 119 ] |
| 2023 | «Cool With You»    | Get Up       | Wooseok Shin |         |
| 2023 | «ETA»              | Get Up       | Wooseok Shin |         |
| 2023 | «ASAP»             | Get Up       | Jakyoung Kim |         |
| 2024 | «Bubble Gum»       | How Sweet    | Youngeum Lee |         |
| 2024 | «How Sweet»        | How Sweet    | Shin Hee-won |         |
| 2024 | «Right Now»        | Supernatural | Youngeum Lee |         |
| 2024 | «Supernatural»     | Supernatural | Dongle Shin  |         |